# ماي ليتل بوني: فرندشيب إز ماجيك (لعبة فيديو)
ماي ليتل بوني: فرندشيب إز ماجيك (بالإنجليزية: My Little Pony: Friendship Is Magic)‏ هي لعبة فيديو بناء مدن مقتبس من مسلسل ماي ليتل بوني: فرندشيب إز ماجيك من تطوير ونشر غيم لوفت، صدرت في 8 نوفمبر 2012 وتعمل على أجهزة آي أو إس، أندرويد، ويندوز وويندوز فون.